# Яков II Крупнишки
Яков II Крупнишки е български средновековен духовник от XV век, епископ на Крупнишката епархия. Споменат е два пъти - през 1488 година и през 1491 година в надписите на Бобошевския манастир „Свети Димитър“ и на рилския метох Орлица.